# Henriëtte Laman Trip-de Beaufort

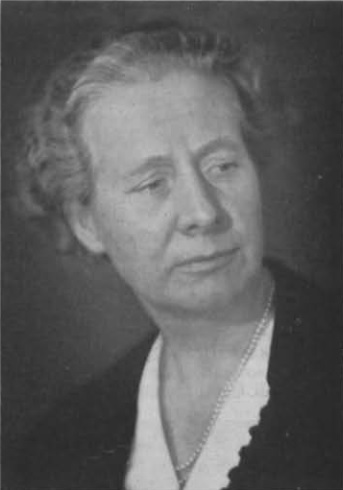
Henriëtte Laman Trip-de Beaufort

Agathe Henriëtte Hetty Maria Laman Trip-de Beaufort (* 13. Oktober 1890 in Baarn; † 26. März 1982 in Bennekom) war eine niederländische Schriftstellerin und Historikerin.

## Leben
Henriëtte de Beaufort wurde am 13. Oktober 1890 in Baarn geboren. Sie war die einzige Tochter und das jüngste von drei Kindern von Binnert Philip de Beaufort (1852–1898) und Alida Henriette Cornelia van Eck (1857–1907). Als sie sieben Jahre alt war, wurde ihr adeliger Vater Bürgermeister von Den Haag und Kammerherr im außerordentlichen Dienst von Regentin Emma. Ein Jahr später starb ihr Vater. Danach lebte sie mit ihrer Mutter im Winter in der Stadt und im Sommer auf dem Landgut „Mariëndaal“ bei Oosterbeek, das der Familie Van Eck gehörte. Hetty de Beaufort erhielt zu Hause Privatunterricht. Nachdem ihre kränkliche Mutter im Jahr 1907 gestorben war, besuchte sie zwei Jahre ein Mädcheninternat in Genf. Dort wurde ihr klar, dass sie mehr Bildung wünschte als den Unterricht in Fremdsprachen und guten Manieren, der für Mädchen ihres Standes die Norm war.
Sie besuchte ab 1912 als Gasthörerin Geschichts- und Niederländischkurse in Utrecht und genoss das Studentenleben. Dort freundete sie sich unter anderem mit der radikal denkenden Clara Wichmann an. Hetty de Beaufort heiratete am 14. Mai 1914 in einer aufwändigen Hochzeit in Renkum den fast zehn Jahre älteren Anwalt Herman Laman Trip (1881–1928), den sie über Freunde der Familie kennengelernt hatte. Diese Ehe blieb kinderlos. Ihr Bericht über ihre irischen Flitterwochen wurde unter dem Titel „Frühling in Irland“ in „Onze Eeuw“ (1915) veröffentlicht.
Das Paar ließ sich in Mariëndaal nieder, dort arbeitete ihr Mann als Anwalt und Hetty de Beaufort arbeitete an einem historischen Theaterstück über Wilhelm von Oranien, das sie 1916 unter dem Namen „H. Laman Trip-de Beaufort“ veröffentlichte. Das Stück wurde 1917–1918 von Eduard Verkade inszeniert, es hinterließ jedoch keinen großen Eindruck. Danach beschloss sie sich nicht mehr an Theaterstücken zu versuchen, sondern erzählende historische Prosa zu verfassen. Ihr nächstes Buch war „Vondel. Kunst en karakter“. Es erschien 1920 und erhielt eine positive Kritik von Lodewijk van Deyssel.
Herman Laman Trip wurde 1918 Privatsekretär des Spitzendiplomaten Cornelis van Vollenhoven, der für mehrere Jahre nach Washington entsandt wurde. Das Paar teilte sich dort mit dem Gelehrten eine Wohnung. Tagsüber arbeiteten sie, De Beaufort schrieb eine Sammlung biblischer Geschichten, die 1924 in den Niederlanden veröffentlicht wurde, abends unterhielten sich die drei Bewohner lange und lasen sich gegenseitig vor. Als Vollenhoven in einem dieser Gespräche sich darüber wunderte, dass es noch keine Biografie von Gijsbert Karel van Hogendorp gab, beschloss De Beaufort diese zu schreiben.

### Kindersanatorium „Hohes Licht“
Nachdem sie in die Niederlande zurückgekehrt waren und kinderlos geblieben waren, beschloss De Beaufort im Jahr 1924 eine große Erbschaft, die sie gemacht hatte, für ein Kindersanatorium zu nutzen. Es wurde in Oberstdorf in den bayerischen Alpen errichtet und „Hohes Licht“ genannt. Ihr literarisches Werk geriet dadurch etwas in den Hintergrund, doch 1927 veröffentlichte sie „Onder de zon. Novellen“ (1927). Dies war ihre erste Arbeit als Romanautorin. Ihr Werk wurde von Willem Kloos in „De Nieuwe Gids“ anerkennend rezensiert und Ritter nannte es „eine Arbeit von sehr hoher Qualität“.
Olympische Sommerspiele 1928/Kunstwettbewerbe In dem Jahr starb Herman Laman Trip plötzlich und De Beaufort zog sich für lange Zeit nach „Hohes Licht“ zurück, dort pflegte sie eine Freundschaft mit der deutschen Schriftstellerin Elisabeth Dabelstein. Ab 1933 war „Hohes Licht“ ein wichtiges Bindeglied auf einer Schmuggelroute, auf der jüdische Kinder in die Schweiz gelangen konnten. De Beaufort und Dabelstein setzten diese Arbeit bis zur Befreiung 1945 fort. Zwischendurch arbeitete De Beaufort an ihrer Biografie zu Van Hogendorp. Nach 1945 konnte sie hierfür auch die notwendigen Archivrecherchen durchführen. Das Buch wurde 1948 veröffentlicht und 1950 vom Ministerium für Bildung, Kunst und Wissenschaften mit einem Preis ausgezeichnet. Ihren einzigen Roman mit starken autobiografischen Zügen „Dolly van Arnhem“ veröffentlichte sie 1949. In ihm beschreibt sie die Entwicklung einer jungen Frau aus einer Gelderländer Adelsfamilie.

### Schriftstellerin
Ihre Karriere als Schriftstellerin setzte sie 1956 mit einer Biografie Rembrandts fort. In dem Jahr verkaufte sie „Hohes Licht“ an eine kirchliche Einrichtung und zog nach Bennekom. Dort lebte sie mit ihrer Freundin und Sekretärin Toos Voorhoeve in der Villa Beukenhof. 1957 schrieb sie den Artikel „Die Biographie. Eine theoretische Untersuchung“. Für sie war eine Biographie nur dann gelungen, wenn sie „einen Prozess der Verschmelzung von Intelligenz und Talent, von Wissenschaft und Kunst“ beinhaltete. Danach bekam sie Besuch vom Verleger Geert-Jan Lubberhuizen, der sie bat, eine Biografie über Königin Juliana zu schreiben. Da die De Beauforts seit Jahrhunderten in engem Kontakt mit der königlichen Familie standen, erschien ihm dies als eine ausgezeichnete Idee. De Beaufort lehnte ab, schrieb stattdessen aber die erste Biographie der 1962 verstorbenen Prinzessin Wilhelmina. Diese Biografie wurde 1965 veröffentlicht. Danach verfasste sie einen Reisebericht über Afrika, der 1968 unter dem Titel „Ruimte en zonlicht“ erschien.

### Engagement in Vereinigungen
Später war De Beaufort nur noch im sozialen und religiösen Bereich aktiv. Sie war Vorsitzende des Tollensfonds für niederländische Literatur, des weltweiten PEN-Clubs und des örtlichen Zweigs der progressiven und ökumenischen Niederländischen Protestantischen Vereinigung. Nach dem Krieg wurde sie gemeinsam mit Dabelstein zum Ritter des Ordens von Oranien-Nassau ernannt und 1970 zum Offizier befördert. 1980 erhielt sie die Ehrenmedaille des Tollensfonds.
Hetty de Beaufort starb am 26. März 1982 in Bennekom an einer Lungenentzündung. Sie wurde auf dem Friedhof neben Dabelstein begraben, die 1976 gestorben war und der Maatschappij der Nederlandse Letterkunde einen Fonds hinterlassen hatte, der alle drei Jahre den Henriette-de-Beaufort-Preis an einen flämischen oder niederländischen Autor vergibt.